# Tortoman
Tortoman es una comuna rumana del condado de Constanța.

## Geografía
La comuna está ubicada en la región de Dobruja septentrional.

## Historia
Hacia comienzos del siglo XX la comuna, que ya por entonces pertenecía al condado de Constanța, estaba formada por las localidades de Tortoman, Derin-Chioi, Devcea, Geabacu, Azizia, Făcria y Satu-Nou y tenía contabilizada una población de 2037 habitantes, entre ellos búlgaros, turcos y alemanes.
En la segunda mitad del siglo XX la comuna había pasado a estar compuesta por las localidades de Tortoman y Dropia. En el censo de 2021 la comuna tenía una población de 1547 habitantes.